# Éclat
«  Lustre (minéralogie) » et «  Lustre (pétrographie) » redirigent ici. Pour les autres significations, voir Lustre.
Pour les articles homonymes, voir Éclat (homonymie).
 (mars 2022).
La mise en forme du texte ne suit pas les recommandations de Wikipédia : il faut le « wikifier ».
Les points d'amélioration suivants sont les cas les plus fréquents. Le détail des points à revoir est peut-être précisé sur la page de discussion.
- Les titres sont pré-formatés par le logiciel. Ils ne sont ni en capitales, ni en gras.
- Le texte ne doit pas être écrit en capitales (les noms de famille non plus), ni en gras, ni en italique, ni en « petit »…
- Le gras n'est utilisé que pour surligner le titre de l'article dans l'introduction, une seule fois.
- L'italique est rarement utilisé : mots en langue étrangère, titres d'œuvres, noms de bateaux, etc.
- Les citations ne sont pas en italique mais en corps de texte normal. Elles sont entourées par des guillemets français : « et ».
- Les listes à puces sont à éviter, des paragraphes rédigés étant largement préférés. Les tableaux sont à réserver à la présentation de données structurées (résultats, etc.).
- Les appels de note de bas de page (petits chiffres en exposant, introduits par l'outil «  Source ») sont à placer entre la fin de phrase et le point final[comme ça].
- Les liens internes (vers d'autres articles de Wikipédia) sont à choisir avec parcimonie. Créez des liens vers des articles approfondissant le sujet. Les termes génériques sans rapport avec le sujet sont à éviter, ainsi que les répétitions de liens vers un même terme.
- Les liens externes sont à placer uniquement dans une section « Liens externes », à la fin de l'article. Ces liens sont à choisir avec parcimonie suivant les règles définies. Si un lien sert de source à l'article, son insertion dans le texte est à faire par les notes de bas de page.
- La présentation des références doit suivre les conventions bibliographiques. Il est recommandé d'utiliser les modèles {{Ouvrage}}, {{Chapitre}}, {{Article}}, {{Lien web}} et/ou {{Bibliographie}}. Le mode d'édition visuel peut mettre en forme automatiquement les références.
- Insérer une infobox (cadre d'informations à droite) n'est pas obligatoire pour parachever la mise en page.

Pour une aide détaillée, merci de consulter Aide:Wikification.
Si vous pensez que ces points ont été résolus, vous pouvez retirer ce bandeau et améliorer la mise en forme d'un autre article.
En optique, en minéralogie et en pétrographie, l'éclat (d’une substance, d'un minéral ou d'une roche) est le rapport entre la quantité de lumière réfléchie et la quantité de lumière reçue. On appelle éclat la perception visuelle de la manière dont un minéral réfléchit la lumière. En général il est proportionnel à l’indice de réfraction, mais il est largement indépendant de la couleur. L'éclat est responsable de la brillance des pierres précieuses.

## Types d'éclats en minéralogie

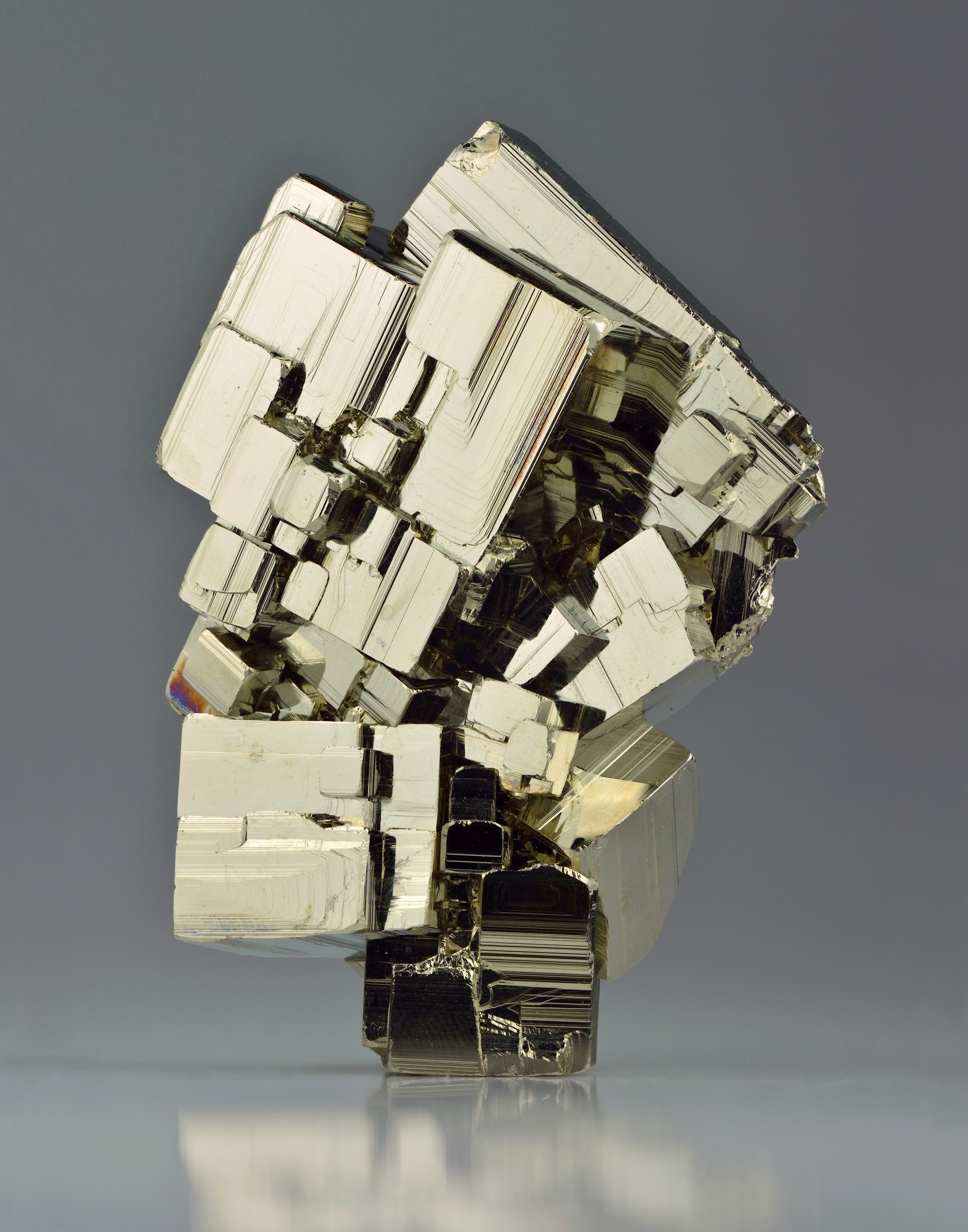
Pyrite, minéral présentant un éclat métallique.

- éclat métallique : caractérisé par un fort pouvoir réflecteur (0,4 à 0,6) de la surface et une forte absorption de la lumière dans le volume du minéral. Minéraux opaques : les métaux natifs, les sulfures et sulfosels et quelques oxydes métalliques. L'indice de réfraction est 3 ou supérieur.Magnétite, minéral présentant un éclat submétallique.

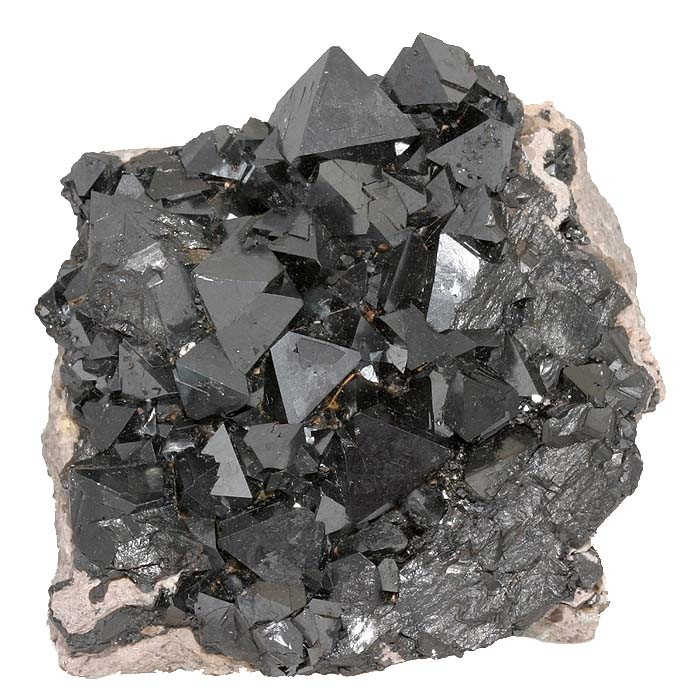
Magnétite, minéral présentant un éclat submétallique.

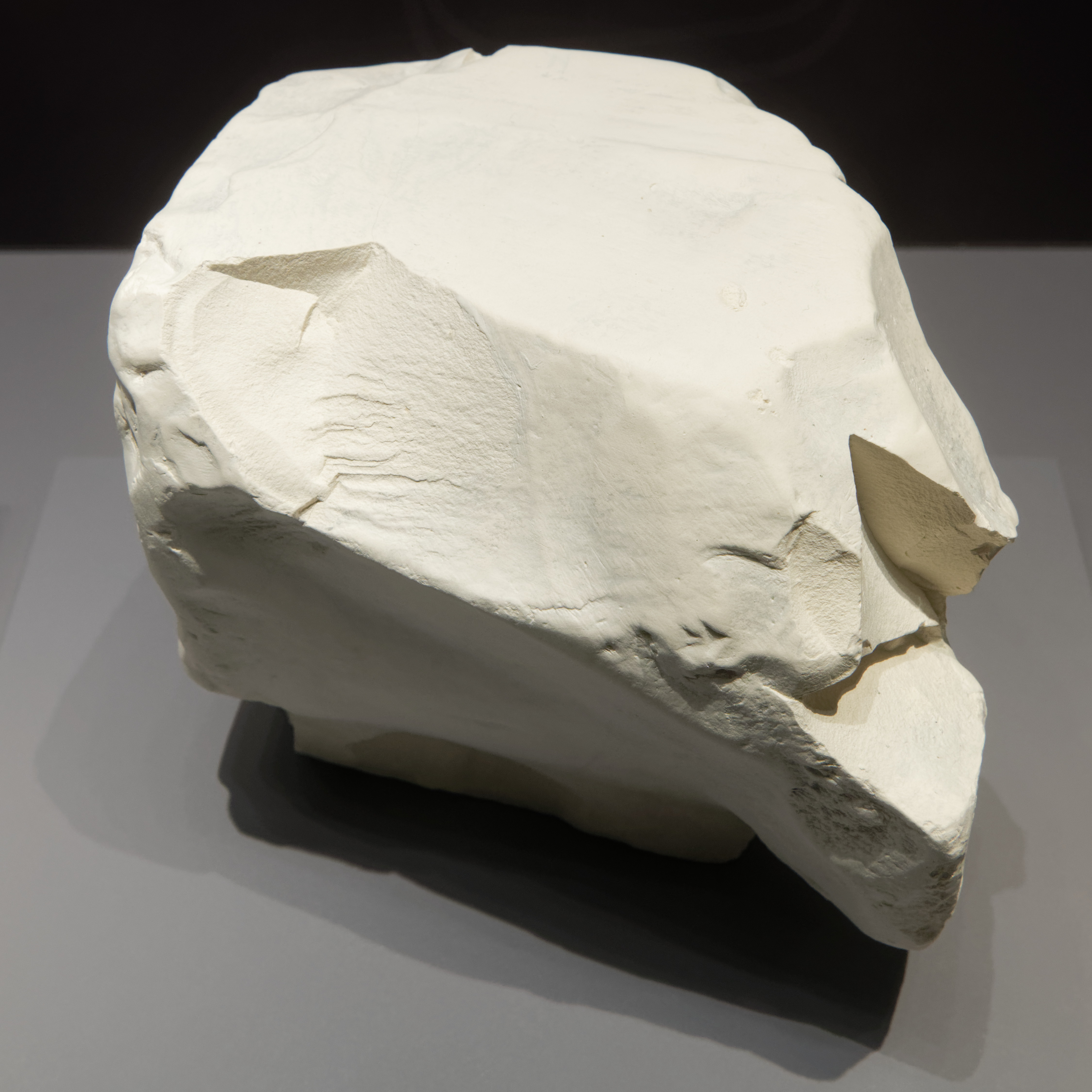
Kaolinite, minéral présentant un éclat terne (ou terreux)

- éclat submétallique : c'est l'éclat de certaines espèces minérales qui ne réfléchissent pas la totalité de la lumière, et dont l'indice de réfraction est entre 2,6 et 3. Ex. cuprite (2,85), cinabre (2,9), hématite (3,0).Kaolinite, minéral présentant un éclat terne (ou terreux)
- éclat non métallique[1] : c’est l’éclat des minéraux transparents; il est subdivisé en plusieurs types:
  - éclat vitreux : c'est l'éclat le plus courant dans le monde minéral[2]. Il est typique du verre et des minéraux dont l'indice de réfraction est compris entre 1,3 et 1,9. Ce groupe comprend 70 % des minéraux, presque tous les silicates, carbonates, phosphates, sulfates, halogénures, oxydes et hydroxydes de cations légers comme aluminium et magnésium ;
  - éclat adamantin : c'est l'éclat brillant typique du diamant et des minéraux dont l'indice de réfraction est compris entre 1,9 et 2,6 ; le pouvoir réflecteur est compris entre 0,1 et 0,2. Exemples : zircon (1,92-1,96), cassitérite (1,99-2,09), soufre (2,4), sphalérite (2,4), diamant (2,45), rutile (2,6). Quand l'éclat adamantin est accompagné de couleur jaune ou marron on parle d'éclat résineux ;
  - éclat soyeux : l'éclat soyeux est le résultat d’une structure fibreuse fine. Les minéraux à éclat nacré ont des propriétés optiques ressemblant à celles des vêtements en soie ;
  - éclat nacré : l'éclat nacré est typique des micas ; souvent, les minéraux à éclat nacré ont une tonalité iridescente. Ils ont des propriétés optiques ressemblant à celles des perles ;
  - éclat gras : comme l'éclat nacré, l'éclat gras s'observe surtout sur les plans de clivage[3].
  - éclat cireux : le minéral apparaît comme s’il était couvert d’une couche de cire.
  - éclat terne (ou terreux) : le minéral apparaît comme terne et ses surfaces sont très peu réfléchissantes[4].

## Phénomènes optiques
- Astérisme : effet d'optique faisant apparaitre une étoile à la surface d'un minéral . Ce phénomène est observable sur le rubis ou le saphir[5].Astérisme sur un saphir.

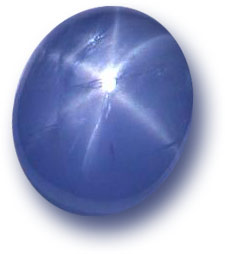
Astérisme sur un saphir.

- Aventurescence (en) : effet d'optique dû à la présence de paillettes de certains minéraux comme l'oligoclase[6].Aventurescense visible sur une Héliolite.

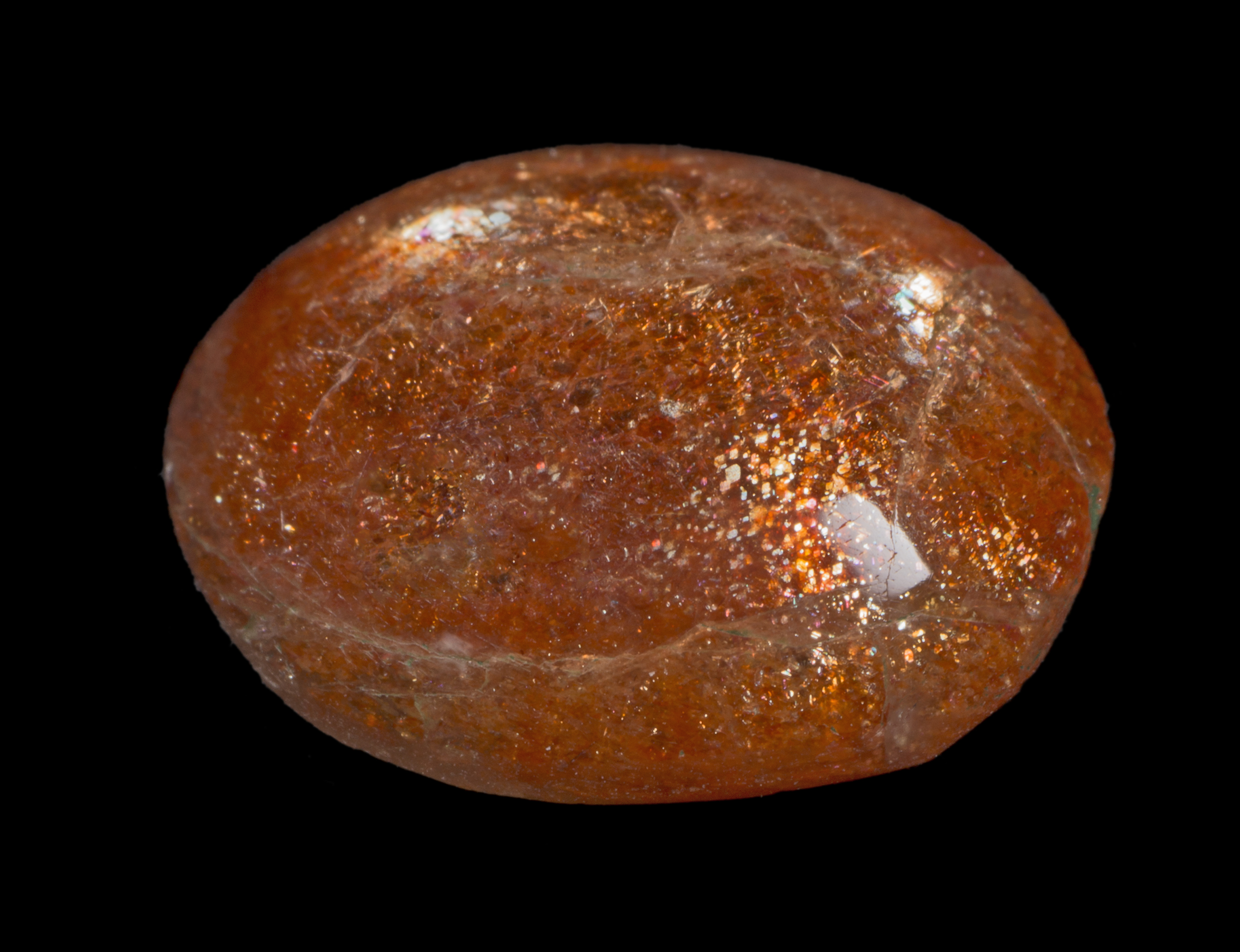
Aventurescense visible sur une Héliolite.

- Chatoyance (en) : aussi appelé « œil de chat », cet éclat rappelle la pupille d'un félin[7].
- Iridescence : jeu de couleur typique des opales.